# No. 5 Elbe

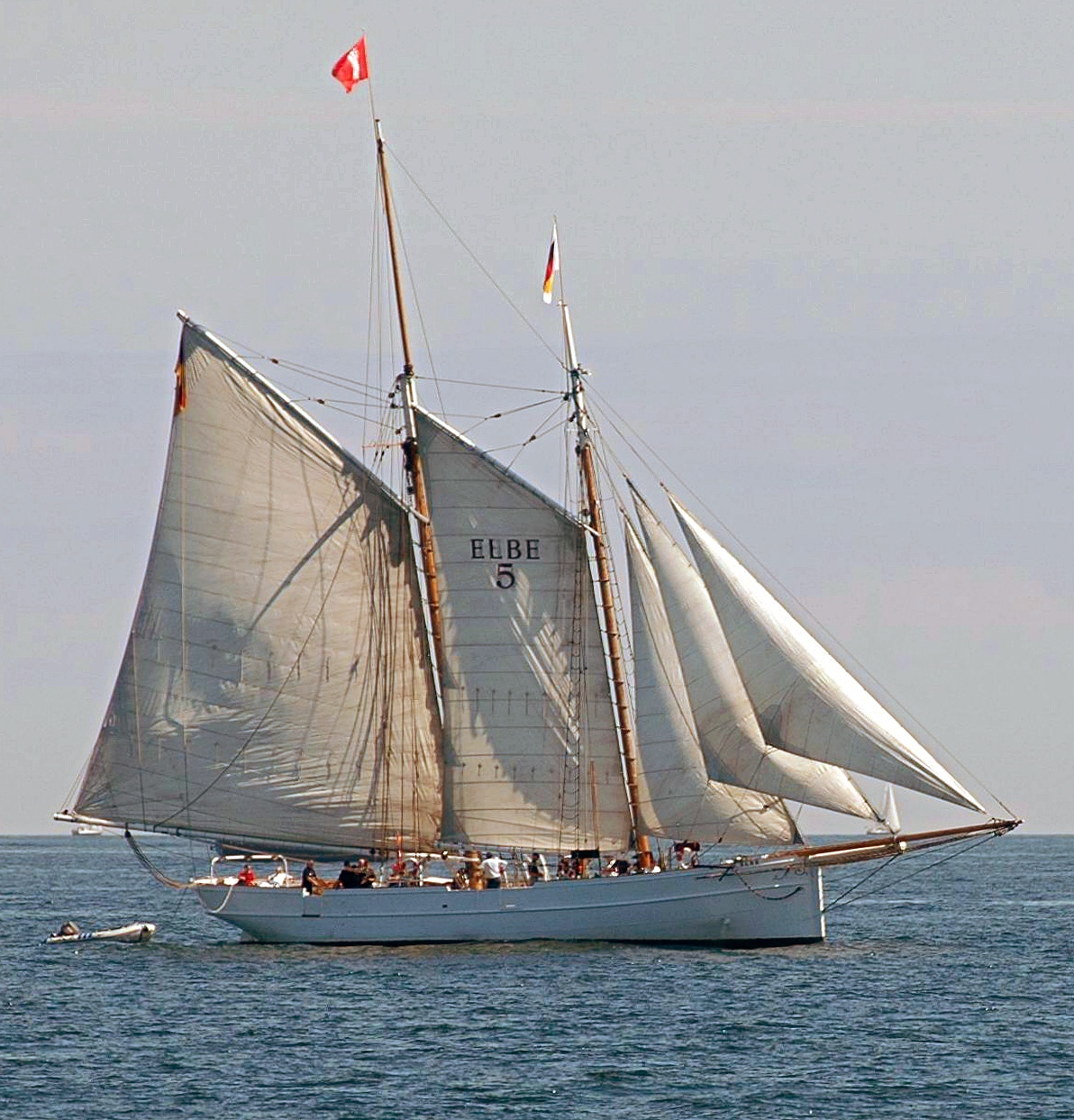
No. 5 Elbe

Die No. 5 Elbe, früher zeitweilig unter dem Namen Wandervogel und später übersetzt Wander Bird ist ein Lotsenschoner und das älteste der wenigen erhaltenen Segelschiffe aus der Ära des Holzschiffbaus in Hamburg. Im Juni 2019 lag sie nach einer Kollision auf der Unterelbe für gut eine Woche auf dem Grund der Schwinge, einem Nebenfluss. Sie konnte gehoben werden und wird seither instand gesetzt. Ein Schwesterschiff der No. 5 Elbe ist ebenfalls noch in Fahrt, nämlich die 1901 in Wewelsfleth als Lotsenschoner No. 1 Cuxhaven gebaute heutige Atalanta.

## Geschichte
Der Zweimaster wurde bei H. C. Stülcken Wwe in Hamburg gebaut und lief 1883 vom Stapel. 30 Jahre lang diente der Gaffelschoner zur Überführung von Lotsen in der Elbmündung und der Deutschen Bucht. Der Schoner ist 37 Meter lang, 6 m breit und hat eine Segelfläche von 427 m2.
1924 wurde das Schiff außer Dienst gestellt und an die Firma A. Rickmers abgegeben. 1927 erwarb die Hamburger Ortsgruppe der Jugendbewegung Wandervogel das Schiff und veräußerte es bereits ein Jahr später an die Eigentümergemeinschaft Müller/Svensen. 1928 ging das Schiff in amerikanischen Privatbesitz über und wurde – als Lehnübersetzung des zwischenzeitlichen deutschen Namens Wandervogel – auf den Namen Wander Bird umgetauft. Als Privatyacht überquerte es den Atlantik 13-mal, darunter 1930 mit dem später als Segler und Schriftsteller bekanntgewordenen Irving Johnson als Besatzungsmitglied, der bei dieser Reise seine spätere Frau kennenlernte.
Warwick M. Tompkins umrundete mit dem Schiff 1936/37 Kap Hoorn: Mit ihren sechs- und vierjährigen Kindern Ann und Warwick sowie fünf weiteren Besatzungsmitgliedern verweilte die Familie Tompkins aufgrund eines Sturms 28 Tage in der Kap-Hoorn-Region, bevor sie den 50. Breitengrad erreichte und mit dem Südostpassat nach San Francisco gelangte. Tompkins hat die Reise in einem 27-minütigen Film dokumentiert, das Deutsche Schifffahrtsmuseum stellt einen Auszug davon zur Verfügung (siehe unten). Es schlossen sich mehrere Pazifik-Überquerungen an.
2002 erwarb die Stiftung Hamburg Maritim das Schiff in Seattle und brachte es wieder zurück in die Hansestadt. Es wurde von Grund auf saniert, der gemeinnützige Verein Jugend in Arbeit Hamburg e. V. investierte weit über 1.000 Arbeitsstunden. Im Winter 2005/2006 wurden die gesamte Antriebsanlage, große Teile des Achterschiffs und des Vorstevens erneuert. Danach fuhr das Schiff wieder unter seinem alten Namen Elbe. Die Segelaufschrift „ELBE“ und „5“ verweist auf das Einsatzgebiet und auf die laufende Nummer 5 von ehemals insgesamt elf Lotsenschonern. Auf dem Schoner konnten zuletzt Tagesfahrten auf der Elbe oder Mehrtagestörns auf der Nord- und Ostsee unternommen werden. Das Schiff gehört der Stiftung Hamburg Maritim und wird vom Förderverein „Freunde des Lotsenschoners No. 5 Elbe e. V.“ betrieben.
Nach einem achtmonatigen Aufenthalt zur Restaurierung im dänischen Hvide Sande, bei dem die No. 5 Elbe für 1,5 Millionen Euro unter anderem neue Außenplanken und einen neuen Achtersteven erhielt, kehrte der Lotsenschoner am 29. Mai 2019 nach Hamburg zurück.

### Sinken nach Kollision
Zehn Tage nach Abschluss der Restaurierung sank die No. 5 Elbe im Verlauf des 8. Juni 2019 aufgrund einer unglücklichen Verkettung etlicher Fehler von Menschen und Material in der Schwingemündung. Dass es dabei unter den 43 Personen an Bord weder Tote noch Schwerstverletzte gab, war dagegen mehreren glücklichen Umständen zu verdanken.
Zunächst war der Schoner bei Raumschotwind aus Südsüdwest in einem nordwestwärts fließenden Abschnitt der Unterelbe zu einem Ausflug unterwegs. Er befand sich vorschriftsmäßig auf der rechten Seite des Fahrwassers, wo er hin und wieder von anderen Schiffen überholt wurde, als er kurz vor 14 Uhr auf Höhe Stadersand planmäßig Richtung Hamburg umkehren sollte. Der Schiffsführer, ein 82-jähriger pensionierter Elblotse, ließ die Wende einleiten und gab die Anweisung, danach auf die nächste grüne Tonne, also den dann richtigen rechten Rand des Fahrwassers, zuzuhalten. Ein Ausguck wurde nicht eingeteilt.

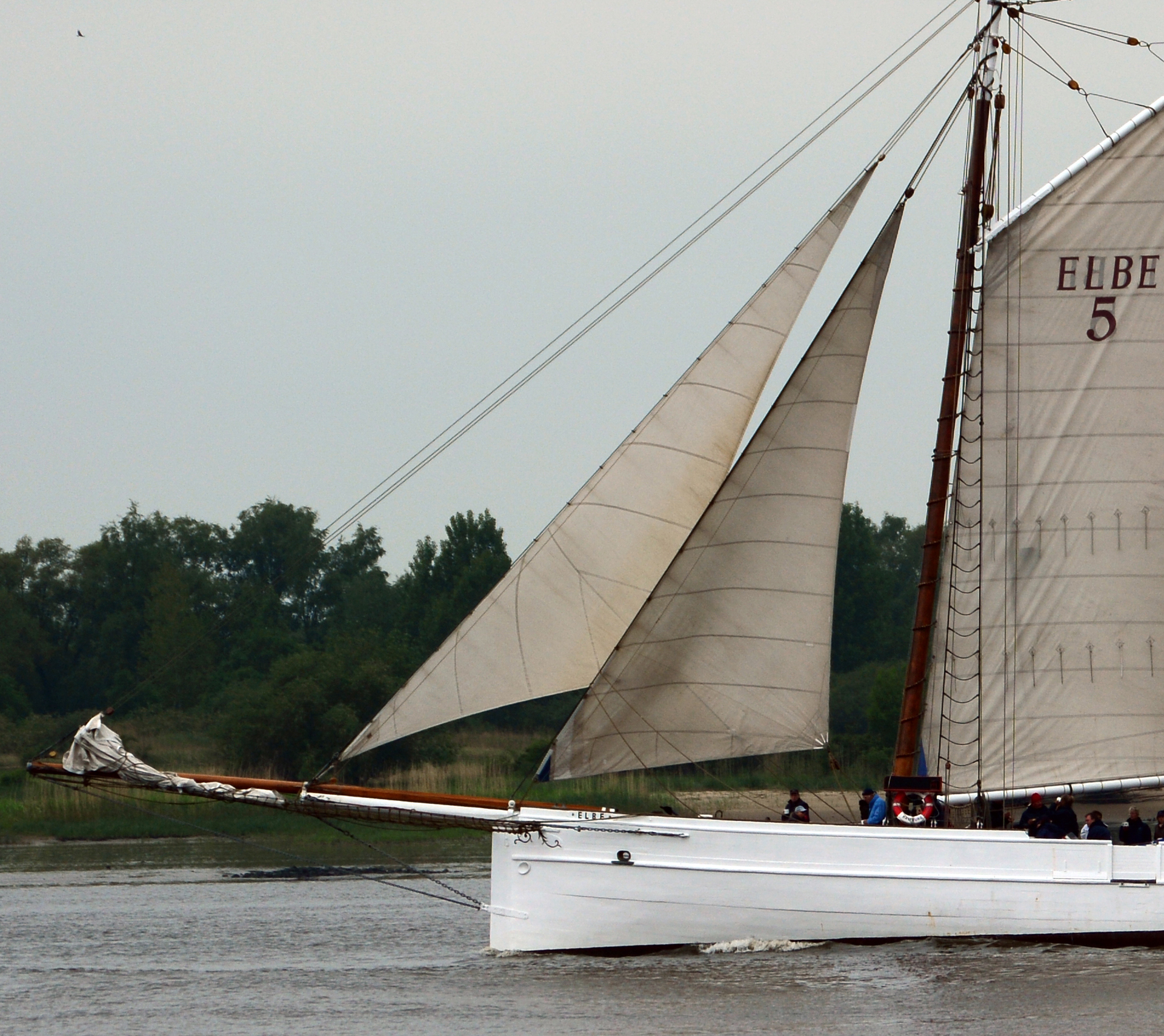
Innenklüver (linkes Vorsegel) und Vorstagsegel (rechtes Vorsegel) wurden durch den Wind beschädigt und abgerissen (Archivbild von 2013)

Für den Unfalltag war Windstärke 5-6, in Böen Windstärke 7 vorhergesagt. Die Verwendung des Vorstagsegels war bis Windstärke 8 empfohlen, der Innenklüver nur bis Windstärke 6. Da Raumschotkurse die Takelung aber nur gering beanspruchen, war bis dahin keine Überlastung des Materials erkennbar. Dies änderte sich durch den neuen Kurs, während des Wendemanövers rissen nacheinander die Schoten beider Stagsegel, mit denen sie zunächst noch back gehalten wurden, dann das Schothorn des Innenklüvers, dann das Segeltuch selbst. Schließlich riss sich das Vorsegel auch noch von der Arbeitsschot los. Die losen Segelteile schlugen im Wind und gefährdeten Mannschaft und Passagiere.
Die Schiffsführung startete nach einer kurzen Inspektion des Schadens die Maschine, um die Manövrierfähigkeit des Seglers aufrechtzuerhalten. Der Rudergänger hielt das Schiff anschließend hart am Wind, um für die Bergung Druck aus den beschädigten Vorsegeln zu nehmen. Durch diesen Kurs wurde nicht „die nächste grüne Tonne“ angesteuert, sondern der Schoner fuhr auf der falschen Fahrwasserseite elbaufwärts.
Ein begegnender Frachter, der in nur 32 Metern Entfernung passierte und die Verkehrszentrale über den „Geisterfahrer“ informierte, funkte die No. 5 Elbe wegen der gefährlichen Fahrweise ergebnislos an. Nachdem die No. 5 Elbe den Hamburger Hafen verlassen hatte, war der Funkkanal zwar auf die Frequenz für den Streckenabschnitt Unterelbe umgestellt worden, hatte seitdem aber weder einen Funkspruch empfangen noch ein AIS-Signal gesendet. Dies änderte sich erst mit dem Senden des Mayday-Rufes nach der Kollision wieder. Ob ein technischer Defekt oder eine Fehlbedienung ursächlich war, ließ sich nach dem Untergang nicht mehr feststellen, der Kapitän besaß aber nicht das erforderliche Funkbetriebszeugnis.

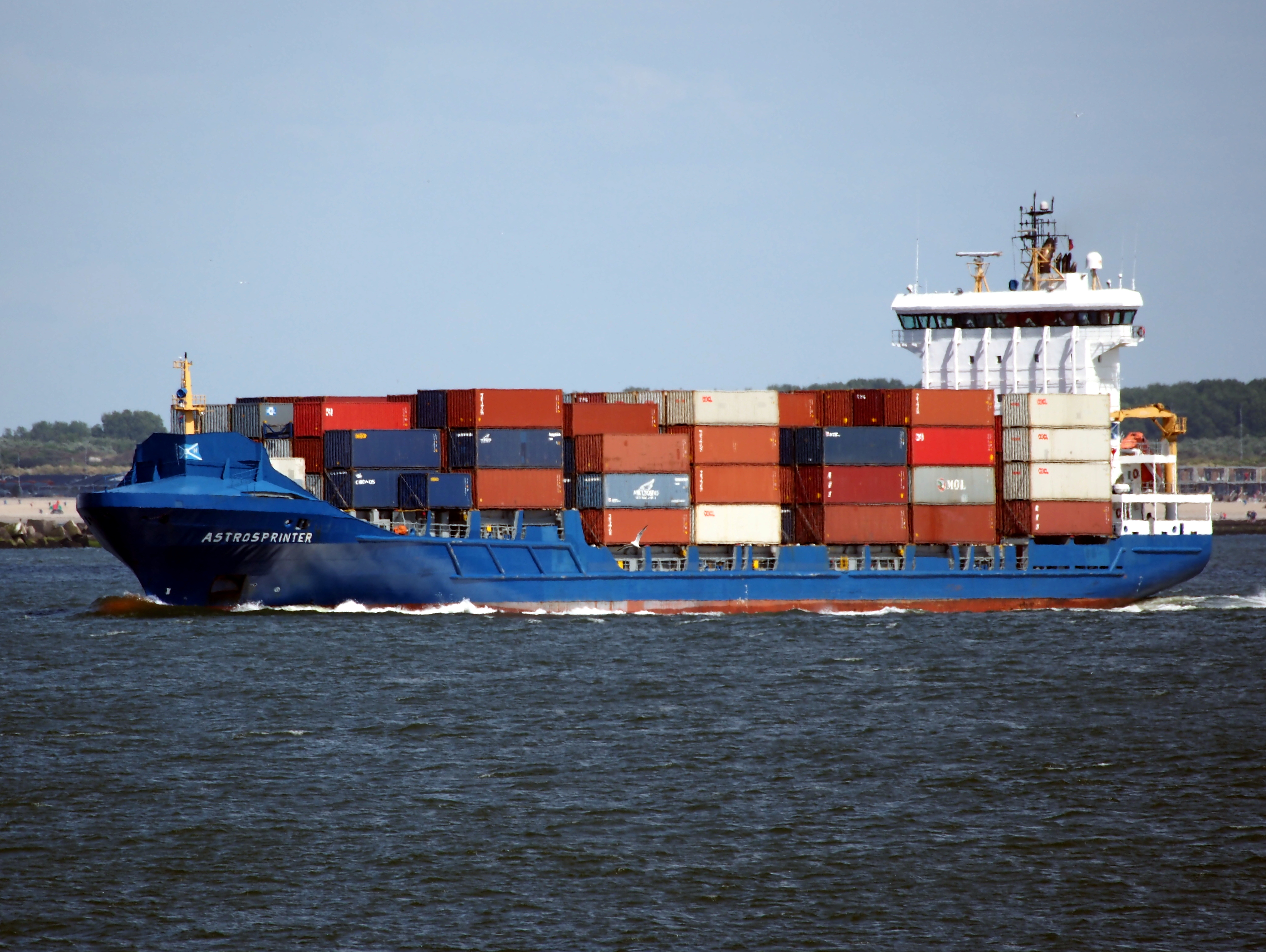
Der Containerfeeder Astrosprinter kollidierte mit der No. 5 Elbe

Auf den ersten Frachter folgte mit zwei Seemeilen Abstand das 132 m lange Feederschiff Astrosprinter. Deren Schiffsführung hatte den Funkverkehr mitgehört und ihr erschien der Raum zwischen No. 5 Elbe und dem rechten Rand des Fahrwassers als zu gering. Sie erkannte nicht, dass der Kurs des Schoners aufgrund der Segelschäden nach der Windrichtung ausgerichtet war, sondern ging davon aus, dass die No. 5 Elbe in der Kurve weiterhin dem Fahrwasser folgen würde. Der Kapitän der Astrosprinter richtete sich daher zu einer Begegnung Steuerbord an Steuerbord ein, was zwar nicht von den Verkehrsbestimmungen gedeckt, mit Absprache der beteiligten Schiffsführungen aber gängige Praxis war. Die vorfahrtberechtigte Astrosprinter unternahm weder einen weiteren Versuch, mit der No. 5 Elbe Funkkontakt aufzunehmen, noch gab sie ein entsprechendes Warnsignal.
Der Schiffsführer der No. 5 Elbe beabsichtigte dagegen weiter, hart am Wind zu bleiben und die einsetzende Krümmung des Flusses endlich zum Wechsel der Fahrwasserseite zu nutzen, ohne zu erkennen, dass er so dem begegnenden Schiff keinen ausreichenden Raum ließ. Mit der laufenden Maschine hätte die No. 5 Elbe jeden beliebigen Kurs steuern können, die Priorität lag aber nicht auf dem Wechsel der Fahrwasserseite, sondern auf der Bergung der Vorsegel. Damit lagen die beiden Schiffe in der Krümmung der Elbe in Höhe des Kernkraftwerks Stade auf Kollisionskurs. Etwa 9 Sekunden vor der Kollision wurde dies auf dem Schoner erkannt und in einem Manöver des letzten Augenblicks das Kommando „Hart backbord“ gegeben, bei dessen korrekter Befolgung ein Ausweichen noch möglich gewesen wäre. Wie auf einem Video im Internet zu sehen ist, wurde statt des Ruders allerdings die Pinne hastig nach Backbord gelegt, so dass die No. 5 Elbe, statt nach Backbord auszuweichen, in Richtung Steuerbord und damit unmittelbar vor den Bug des Containerschiffs steuerte.
Das Containerschiff traf den Lotsenschoner hart auf der Backbordseite im Bugbereich, wo sich wegen der schlagenden Vorsegel zum Glück niemand aufhielt. Nach dem Auftreffen drehte sich die No. 5 Elbe mit extremer Krängung, glücklicherweise ohne zu kentern oder unter das Containerschiff gedrückt zu werden, so dass sie anschließend längsseits lag. Die Astrosprinter erlitt leichte Lackschäden an der Steuerbordseite über dem Bugwulst, während beim hölzernen Lotsenschoner der Kiel, mehrere Spanten und der Fockmast brachen.
Durch Zufall waren Rettungskräfte aufgrund eines vorhergehenden Einsatzes in unmittelbarer Nähe der Kollisionsstelle und konnten rasch Hilfe leisten. Nach der Havarie wurde die No. 5 Elbe bei schwerem Wassereinbruch in den Mündungsbereich der etwa 0,6 Seemeilen entfernten Schwinge geschleppt, wo sie zunehmend tiefer im Wasser liegend kurz vor Niedrigwasser vor der Pier von Stadersand auf Grund lief. Laut dem Einsatzleiter waren seit der Havarie weniger als zwölf Minuten vergangen.
Alle 43 an Bord befindlichen Personen konnten gerettet werden, acht Personen wurden überwiegend leicht verletzt. Aus dem Havaristen, der mit dem nächsten Hochwasser sank, lief Schiffsdiesel aus, der durch eine Ölsperre aufgefangen wurde.

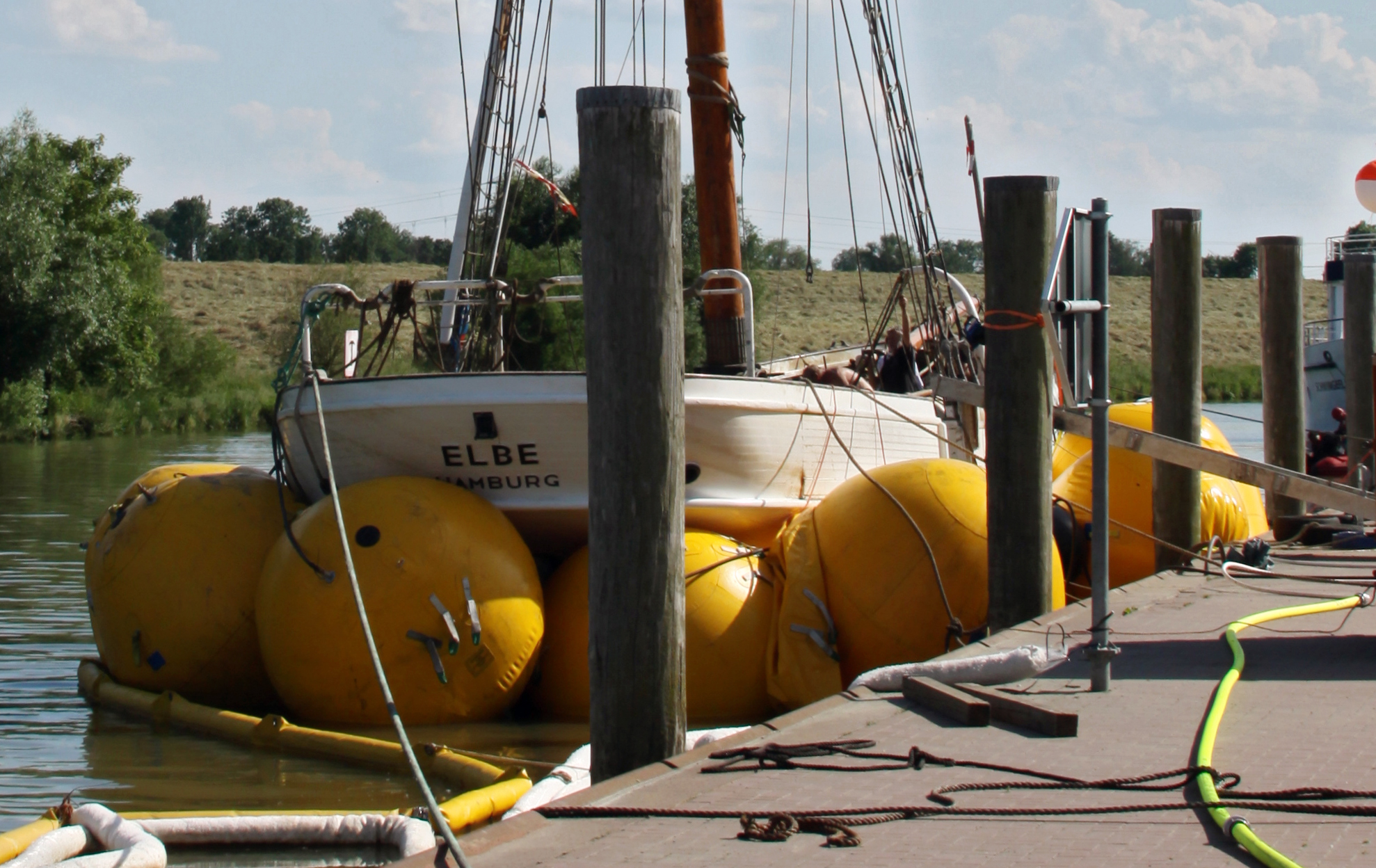
Bergung der No. 5 Elbe mit Hebesäcken

Die No. 5 Elbe wurde acht Tage später durch ein spanisches Unternehmen mittels Hebekissen am Rumpf gehoben. Der Auftrag zur Reparatur wurde an die Peters Werft vergeben. Nach der Schadensbegutachtung und der Genehmigung des Wasserstraßen- und Schifffahrtsamts Hamburg für den Transport am Schlepperhaken, wurde die Überführung nach Wewelsfleth mittels Schlepper am 21. Juni 2019 durchgeführt. Anschließend wurde der Rumpf des Lotsenschoners an Bord eines Mehrzweckschiffes erneut in die dänische Hvide Sande Shipyard überführt. Dort wurden die Rumpfschäden repariert und der dann wieder schwimmfähige Rumpf am 6. Oktober 2020 durch die Nordsee zurück nach Hamburg geschleppt, wo der Schoner seitdem weiter instand gesetzt wird.
Am 2. Juni 2021 veröffentlichte die Bundesstelle für Seeunfalluntersuchung den zur Sache gehörigen Untersuchungsbericht 211/19. In diesem sieht sie ein Fehlverhalten der Schiffsführung des Lotsenschoners als hauptursächlich. Hierüberhinaus formuliert die BSU jedoch auch Kritik an der Verkehrszentrale Brunsbüttel, der Form der Erteilung des Sicherheitszeugnisses durch die BG Verkehr, sowie der zu diesem Zeitpunkt geltenden Traditionsschiffverordnung.

## Technische Daten
- Takelung: Schoner
- Baujahr: 1883
- Heimathafen: Hamburg
- Werft: H. C. Stülcken Sohn, Hamburg - Steinwerder
- Länge: 25,32 m
- Gesamtlänge: 37 m
- Breite: 5,95 m
- Tiefgang: 3,66 m
- Segelfläche: max. 427 m²
- Rumpf: Eichenholz
- Ruderanlage: Pinne
- Motor alt: General Motors 471 Diesel (158 PS)
- Motor neu: 2 × Volvo-Penta DS130 mit je 130 PS